# Abdulla Salem Obaid Salem Al Dhaheri

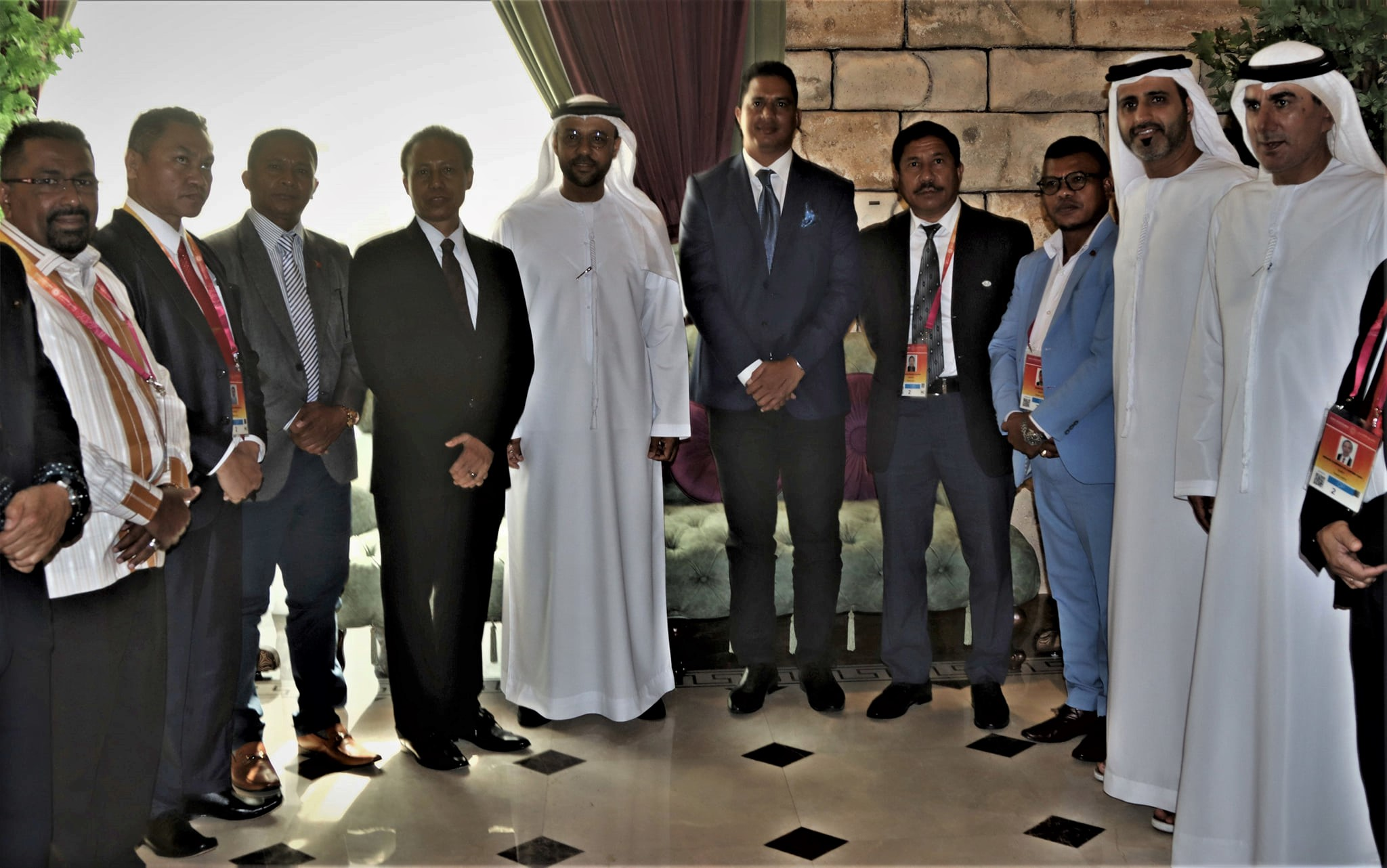
Abdulla Salem Obaid Salem Al Dhaheri (Mitte) mit der osttimoresischen Delegation zur Expo in Dubai 2021

Abdulla Salem Obaid Salem Al Dhaheri (arabisch عبد الله سالم عبيد سالم الظاهري, DMG ʿAbd Allāh Sālim ʿUbaid Sālim aẓ-Ẓāhirī) ist ein arabischer Diplomat der Vereinigten Arabischen Emirate.
Seit 2020 ist er Botschafter seines Landes in Jakarta, mit Zuständigkeit für Indonesien, Singapur, Osttimor und die ASEAN. Die Akkreditierung für die ASEAN übergab Salem am 27. November 2020 wegen der COVID-19-Pandemie per Videoschaltung. Die Übergabe der Akkreditation für Indonesien an Präsident Joko Widodo erfolgte unter strengen Schutzmaßnahmen persönlich am 10. Juni 2020. Die Akkreditierung für Singapur wurde am 30. März 2021 übergeben. In Osttimor erfolgte die Akkreditierung am 13. September 2023.